# Bezirk Brody

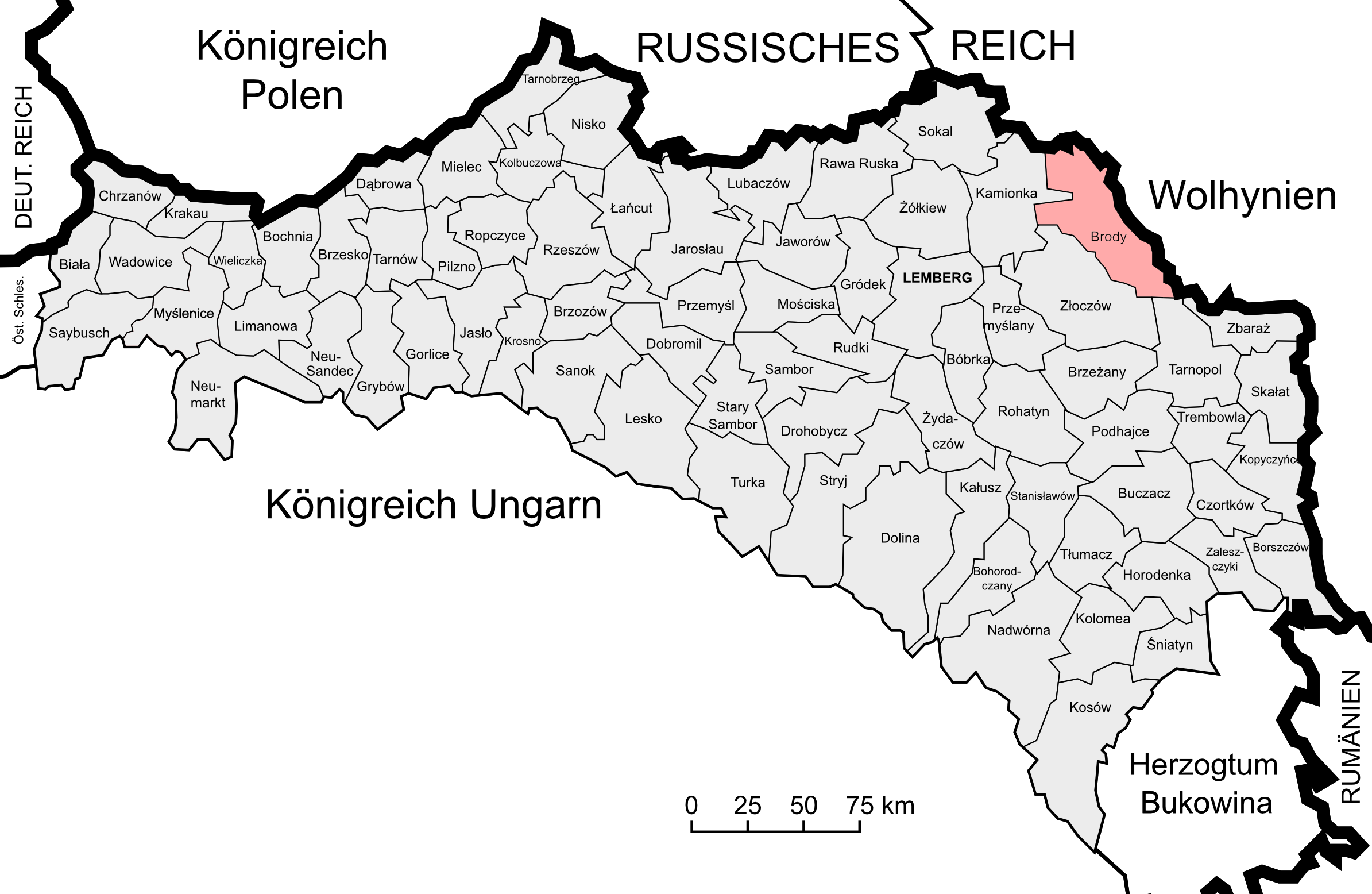
Lage des Bezirks Brody im Kronland Galizien und Lodomerien

Der Bezirk Brody war ein politischer Bezirk im Kronland Galizien und Lodomerien. Sein Gebiet umfasste Teile Ostgaliziens in der heutigen Westukraine (Oblast Lwiw, Rajon Brody sowie Teilen des Rajons Busk, des Rajons Radechiw und des Rajons Sboriw), Sitz der Bezirkshauptmannschaft war die Stadt Brody. Im November 1918 war der Bezirk Brody nach dem Zusammenbruch der Donaumonarchie am Ende des Ersten Weltkriegs kurzzeitig Teil der Westukrainischen Volksrepublik.
Er grenzte im Norden an den Bezirk Radziechów, im Osten an das Russische Kaiserreich, im Südosten an den Bezirk Zbaraż, im Süden an den Bezirk Tarnopol, im Südwesten an den Bezirk Zborów und den Bezirk Złoczów, im Westen an den Bezirk Kamionka Strumiłowa sowie im Nordwesten an den Bezirk Radziechów.

## Geschichte
Ein Vorläufer des späteren Bezirks (Verwaltungs- und Justizbehörde zugleich) wurde zum Ende des Jahres 1850 geschaffen, die Bezirkshauptmannschaft Brody war dem Regierungsgebiet Lemberg unterstellt und umfasste folgende Gerichtsbezirke:
- Gerichtsbezirk Brody
- Gerichtsbezirk Sokołówka
- Gerichtsbezirk Leszniów

Nach der Kundmachung im Jahre 1854 kam es am 29. September 1855 zur Einrichtung des Bezirksamtes Brody (weiterhin für Verwaltung und Gerichtsbarkeit zuständig) innerhalb des Kreises Żółkiew.
Nachdem die Kreisämter Ende Oktober 1865 abgeschafft wurden und deren Kompetenzen auf die Bezirksämter übergingen, schuf man nach dem Österreichisch-Ungarischen Ausgleich 1867 auch die Einteilung des Landes in zwei Verwaltungsgebiete ab. Zudem kam es im Zuge der Trennung der politischen von der judikativen Verwaltung zur Schaffung von getrennten Verwaltungs- und Justizbehörden. Während die gerichtliche Einteilung weitgehend unberührt blieb, fasste man Gemeinden mehrerer Gerichtsbezirke zu Verwaltungsbezirken zusammen.
Der neue politische Bezirk Brody wurde aus folgenden Bezirken gebildet:
- Bezirk Brody (mit 34 Gemeinden)
- Bezirk Załoźce (mit 35 Gemeinden)
- Teilen des Bezirks Łopatyn (mit 25 Gemeinden)
- Teilen des Bezirks Olesko (Gemeinden Czyżki, Konty mit Brachówka, Ożydów mit Angełówka, Jasionów, Kadłubiska, Łabacz, Rażniów, Dubie, Czechy, Bołożynów, Przewłoczna, Knobyle und Sokołówka)

Der Bezirk Brody bestand bei der Volkszählung 1910 aus 106 Gemeinden sowie 98 Gutsgebieten und umfasste eine Fläche von 1752 km². Hatte die Bevölkerung 1900 noch 137.903 Menschen umfasst, so lebten hier 1910 146.216 Menschen. Auf dem Gebiet lebten dabei mehrheitlich Menschen mit ruthenischer Umgangssprache (59 %) und griechisch-katholischem Glauben, Juden machten rund 15 % der Bevölkerung aus.
Am 1. September 1911 wurde der Gerichtsbezirk Załoźce aus dem Bezirk ausgegliedert und dem politischen Bezirk Zborów angeschlossen, gleichzeitig wurde der Gerichtsbezirk Podkamień (bereits seit 1903 geplant) und dem politischen Bezirk Brody unterstellt.
Am 1. Januar 1912 wurde der Gerichtsbezirk Łopatyn aus dem Bezirk ausgegliedert und dem neu geschaffenen politischen Bezirk Radziechów angeschlossen.

## Ortschaften
Auf dem Gebiet des Bezirks bestanden 1910 Bezirksgerichte in Brody, Łopatyn und Załoźce, diesen waren folgende Orte zugeordnet:
Gerichtsbezirk Brody:
- Berlin
- Bielawce
- Bołdury
- Boratyn
- Stadt Brody
- Buczyna
- Czernica
- Czechy
- Dubie
- Dytkowce
- Folwarki Małe
- Folwarki Wielkie
- Gaje Dytkowieckie
- Gaje Smoleńskie
- Gaje Starobrodzkie
- Grzymałówka
- Hołoskowice
- Hucisko Brodzkie
- Jasionów
- Jazłowczyk
- Kadłubiska
- Klekotów
- Komorówka
- Koniuszków
- Korsów
- Łabacz
- Łahodów
- Markt Leszniów bestehend aus den Ortsteilen Korolówka und Leszniów
- Nakwasza
- Piaski
- Ponikowica
- Ponikwa
- Rażniów
- Smólno
- Stare Brody
- Suchodoły
- Suchowola
- Sznyrów
- Tetylkowce
- Wołochy
- Wysocko
- Zabłotce

Gerichtsbezirk Łopatyn:
- Baryłów
- Batyjów
- Bordulaki
- Chmielno
- Hrycowola
- Kustyn
- Laszków
- Markt Łopatyn
- Manastyrek
- Mikołajów, bestehend aus den Ortsteilen Mikołajów und Sterkowce
- Podmanastyrek
- Romanówka
- Ruda Brodzka
- Rudenko Lackie
- Rudenko Ruskie
- Smarzów
- Markt Stanisławczyk
- Stołpin
- Strzemilcze
- Markt Szczurowice
- Markt Toporów
- Trójca
- Turze
- Uwin
- Zawidcze

Gerichtsbezirk Załoźce:
- Batków
- Blich
- Czepiele
- Czystopady
- Dudyń
- Gontowa
- Hnidawa
- Hołubica
- Huta Pieniacka
- Jaśniszcze
- Kutyszcze
- Litowisko
- Łukawiec
- Majdan Pieniacki
- Maleniska
- Markt Markopol
- Milno
- Niemiacz
- Orzechowczyk
- Palikrowy
- Panasówka
- Pańkowce
- Pieniaki
- Podbereźce
- Markt Podkamień
- Popowce
- Ratyszcze
- Reniów
- Seretec
- Styberówka
- Szyszkowce
- Trościaniec Wielki
- Wertełka
- Wierzbowczyk
- Zagórze
- Markt Załoźce
- Zwyżyń

Der erst 1911 geschaffene Gerichtsbezirk Podkamień bestand dann aus folgenden Orten:
- Czepiele
- Czernica
- Dudyń
- Hołubica
- Hucisko Brodzkie
- Huta Pieniacka
- Jaśniszcze
- Kutyszcze
- Litowisko
- Majdan Pieniacki
- Maleniska
- Nakwasza
- Niemiacz
- Orzechowczyk
- Palikrowy
- Pańkowce
- Pieniaki
- Markt Podkamień
- Popowce
- Styberówka
- Szyszkowce
- Tetylkowce
- Wierzbowczyk
- Zwyżyń